# Max Gülstorff

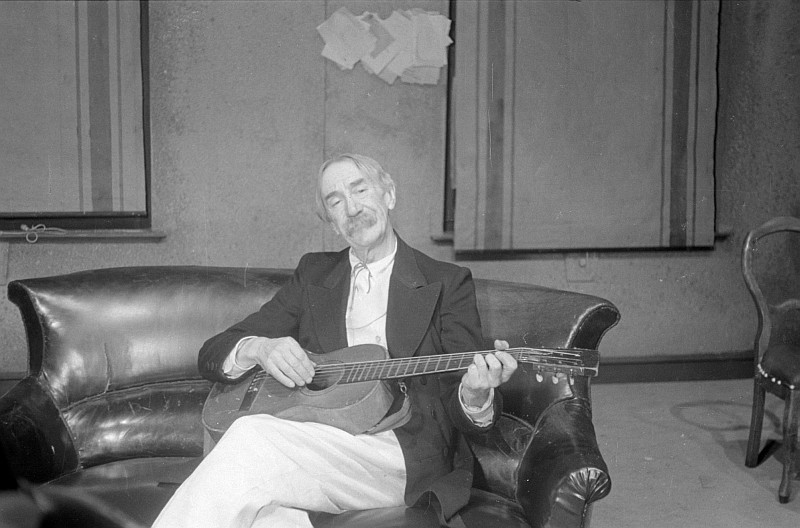
Max Güstorff in einer Inszenierung von Onkel Wanja, 1945

Max Walter Gülstorff (* 23. März 1882 in Tilsit; † 6. Februar 1947 in Berlin) war ein deutscher Schauspieler.

## Leben
Nach Schauspielunterricht bei Hofschauspieler Georg Link trat Gülstorff seit dem Jahr 1900 an verschiedenen Theatern auf. Nachdem er in Rudolstadt auf der Bühne gestanden hatte, kam er 1908 an das Stadttheater Cottbus, wo er bis 1911 engagiert war.

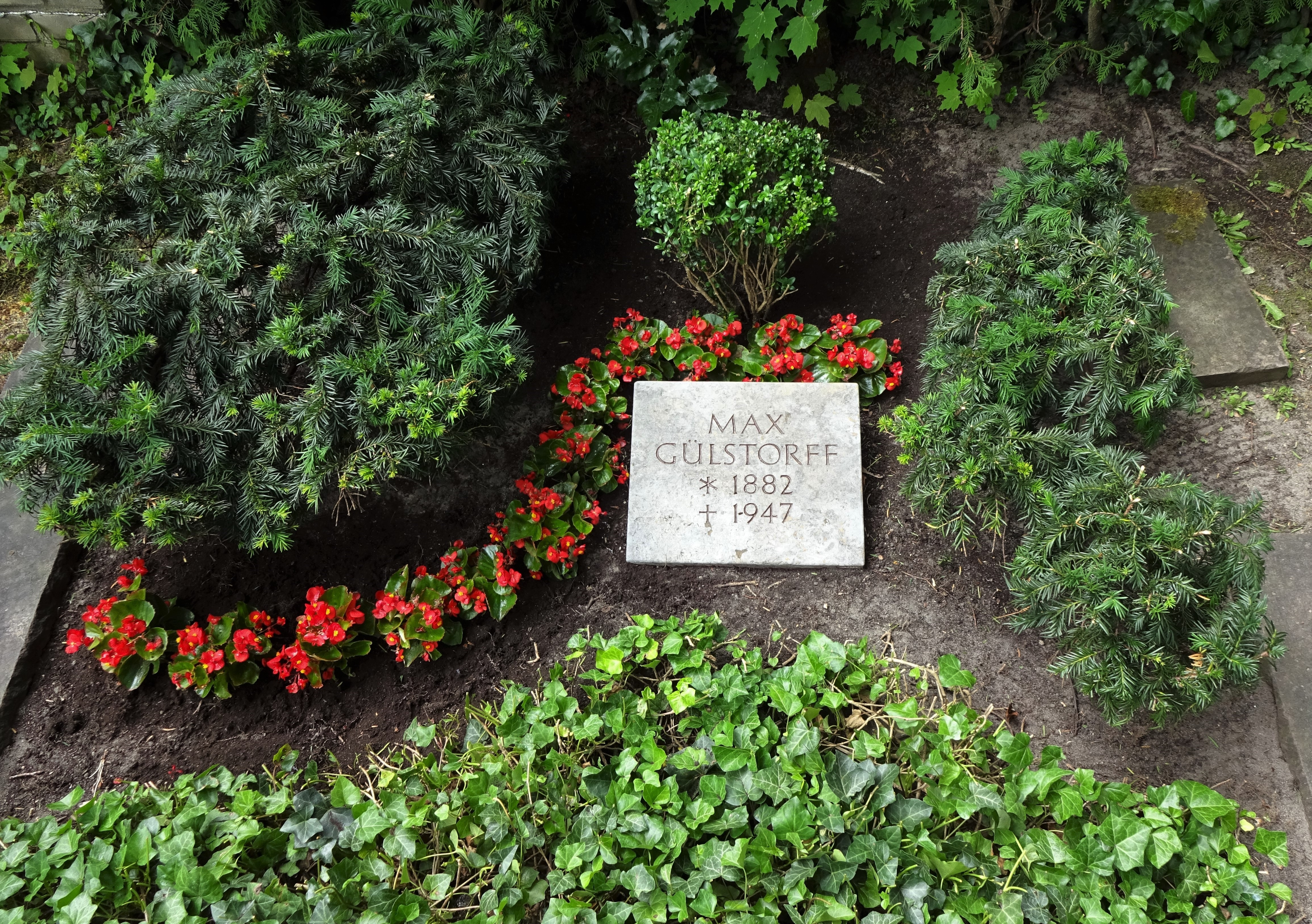
Max Gülstorffs Grab auf dem Friedhof Lichtenrade in Berlin-Lichtenrade

Im Jahr 1911 wechselte er nach Berlin an das Schillertheater, 1915 wurde er von Max Reinhardt an das Deutsche Theater geholt. Er spielte auch am Großen Schauspielhaus, am Komödienhaus und an der Volksbühne. Man sah ihn vor allem in komischen Rollen. Im Sommer 1922 gastierte er an der Neuen Wiener Bühne, wo er auch inszenierte. Im Juni 1924 wurde er in Wien an das Theater in der Josefstadt verpflichtet, wo er mit Karl Vollmoellers Onkelchen hat geträumt bei bester Kritik eröffnete und wo er ebenfalls als Regisseur tätig war, unter anderem bei Ein Heiratsantrag sowie Der Spieler.
Im Jahr 1916 begann er seine Filmkarriere, die drei Jahrzehnte dauern sollte. Gülstorffs Auftritte waren meist kurz, er verkörperte vor allem kleinliche Spießer aller Art, besonders überkorrekte Beamte. In der Literaturadaption Der zerbrochene Krug (1937) gab er neben Emil Jannings den verschmitzten Schreiber Licht, in Die Feuerzangenbowle (1944) den Oberschulrat auf Schulinspektion. Eine seiner größten Filmrollen übernahm er in dem Schwank Raub der Sabinerinnen (1936) als der um seine Reputation fürchtende Gymnasialprofessor Gollwitz. Gülstorff stand 1944 auf der Gottbegnadeten-Liste.
Er wurde auf dem Lichtenrader evangelischen Friedhof in der Paplitzer Straße in Berlin beigesetzt. Sein Grab wurde von 1952 bis 2014 als Ehrengrab des Landes Berlin geführt.

## Filmografie
- 1916: Leutnant auf Befehl
- 1916: Der chinesische Götze
- 1916: Stein unter Steinen
- 1917: Die Silhouette des Teufels
- 1918: Jettchen Geberts Geschichte (2 Teile)
- 1918: Das Dreimäderlhaus
- 1918: Opfer um Opfer
- 1918: Wanderratten
- 1919: Die Reise um die Erde in 80 Tagen
- 1919: Mazeppa, der Volksheld der Ukraine
- 1919: Veritas vincit
- 1919: Todesurteil
- 1919: Die Arche
- 1919: Die letzten Menschen
- 1919: Prinz Kuckuck
- 1920: Die Legende von der heiligen Simplicia
- 1920: Präsident Barrada
- 1920: Der Henker von Sankt Marien
- 1920: Der König von Paris (2 Teile)
- 1920: Das Haus zum Mond
- 1921: Die Verschwörung zu Genua
- 1921: Lady Hamilton
- 1922: Lola Montez, die Tänzerin des Königs
- 1922: Das Liebesnest
- 1923: Ein Glas Wasser
- 1923: Der verlorene Schuh
- 1923: Die Liebe einer Königin
- 1923: Schatten – Eine nächtliche Halluzination
- 1923: Wilhelm Tell
- 1924: Der Sprung ins Leben
- 1924: Der geheime Agent
- 1926: Fiaker Nr. 13
- 1926: Das Panzergewölbe
- 1926: Zopf und Schwert
- 1927: Kopf hoch, Charly!
- 1927: Der Meister von Nürnberg
- 1927: Die selige Exzellenz
- 1927: Der Kampf des Donald Westhof
- 1927: Prinz Louis Ferdinand
- 1928: Ehre deine Mutter
- 1928: Looping the Loop
- 1928: Die Sandgräfin
- 1928: Hurrah! Ich lebe!
- 1928: Don Juan in der Mädchenschule
- 1928: Die Dame mit der Maske
- 1929: Mascottchen
- 1929: Der Mann, der nicht liebt
- 1930: Achtung! – Auto-Diebe!
- 1930: Liebling der Götter
- 1930: Zwei Krawatten
- 1931: Der Hauptmann von Köpenick
- 1931: Der Kongreß tanzt
- 1931: Der Raub der Mona Lisa
- 1931: Jeder fragt nach Erika
- 1931: Ich geh' aus und Du bleibst da
- 1931: Dann schon lieber Lebertran
- 1932: Die Gräfin von Monte Christo
- 1932: Der Sieger
- 1932: Ich will nicht wissen, wer du bist
- 1932: Der Orlow
- 1932: Mensch ohne Namen
- 1932: Zwei glückliche Tage
- 1933: So ein Mädel vergißt man nicht
- 1933: Heut’ kommt’s drauf an
- 1933: Die Nacht der großen Liebe
- 1933: Der Zarewitsch
- 1933: Hochzeit am Wolfgangsee
- 1933: Das Schloß im Süden
- 1933: Liebe muß verstanden sein
- 1933: Die schönen Tage von Aranjuez
- 1933: Ihre Durchlaucht, die Verkäuferin
- 1933: Flucht nach Nizza
- 1933: Das verliebte Hotel
- 1934: Annette im Paradies
- 1934: Du bist entzückend, Rosmarie!
- 1934: Frasquita
- 1934: Ich sing' mich in dein Herz hinein
- 1934: Eine Siebzehnjährige
- 1934: Die Liebe und die erste Eisenbahn
- 1934: Der letzte Walzer
- 1934: Ich kenn' dich nicht und liebe dich
- 1934: Schön ist jeder Tag den Du mir schenkst, Marie Luise
- 1934: Der schwarze Walfisch
- 1934: Der Herr der Welt
- 1934: Ihr größter Erfolg
- 1934: Charleys Tante
- 1935: Ich war Jack Mortimer
- 1935: Der Vogelhändler
- 1935: Ein falscher Fuffziger
- 1935: Kirschen in Nachbars Garten
- 1935: Buchhalter Schnabel (Ein junger Herr aus Oxford)
- 1935: Nacht der Verwandlung
- 1935: Frischer Wind aus Kanada
- 1935: Lärm um Weidemann
- 1935: Der Gefangene des Königs
- 1936: Die Leuchter des Kaisers
- 1936: Susanne im Bade
- 1936: Skandal um die Fledermaus
- 1936: Schabernack
- 1936: Raub der Sabinerinnen
- 1936: Die un-erhörte Frau
- 1936: Heißes Blut
- 1937: Der Herrscher
- 1937: Kapriolen
- 1937: Der zerbrochene Krug
- 1938: Napoleon ist an allem schuld
- 1938: Scheidungsreise
- 1938: Gastspiel im Paradies
- 1938: Schüsse in Kabine 7
- 1938: Kleiner Mann – ganz groß!
- 1938: Das Mädchen mit dem guten Ruf
- 1939: Eine kleine Nachtmusik
- 1939: Kongo-Express
- 1939: Der Schritt vom Wege
- 1939: Kitty und die Weltkonferenz
- 1940: Stern von Rio
- 1940: Der Weg zu Isabel
- 1940: Alles Schwindel
- 1940: Falschmünzer
- 1940: Das leichte Mädchen
- 1941: Kleine Mädchen – große Sorgen
- 1941: Unser kleiner Junge
- 1941: Ohm Krüger
- 1941: Sein Sohn
- 1941: Blutsbrüderschaft
- 1941: Hauptsache glücklich
- 1942: Andreas Schlüter
- 1942: Dr. Crippen an Bord
- 1942: Der Seniorchef
- 1943: Himmel, wir erben ein Schloß!
- 1943: Wenn die Sonne wieder scheint
- 1943: Die Jungfern vom Bischofsberg
- 1943: Altes Herz wird wieder jung
- 1943: Immensee
- 1943: Der kleine Grenzverkehr
- 1943: Ein glücklicher Mensch
- 1944: Es fing so harmlos an
- 1943/47: Spuk im Schloß
- 1944: Die Feuerzangenbowle
- 1944: Die heimlichen Bräute
- 1944: Glück unterwegs
- 1944: Junge Herzen
- 1944: Die schwarze Robe
- 1944/49: Wiener Mädeln
- 1944/50: Schuß um Mitternacht
- 1945: Ein Mann wie Maximilian
- 1945: Wir beide liebten Katharina (unvollendet)
- 1945: Der Puppenspieler (unvollendet)
- 1946: Sag’ die Wahrheit

## Theater

### Schauspieler
- 1911: Sophus Michaëlis: Revolutionshochzeit (Maître Jerome) – Regie: Alfred Walter-Horst (Schiller Theater Berlin)
- 1911: Molière: Der eingebildete Kranke (Dr. Diafoirus) – Regie: Alfred Walter-Horst (Schiller Theater Berlin)
- 1911: Victor Léon, Leo Feld: Der große Name (Ludwig Manhardt) – Regie: Alfred Walter-Horst (Schiller Theater Berlin)
- 1912: Arthur Schnitzler: Der grüne Kakadu (Lebrêt) – Regie: Alfred Walter-Horst (Schiller Theater Berlin)
- 1912: Ludwig Anzengruber: Heimg’funden (Thomas Hammer) – Regie: Hans Fritz Gerhard (Schiller Theater Berlin)
- 1912: Gerhart Hauptmann: Elga (1. Diener) – Regie: Alfred Walter-Horst (Schiller Theater Berlin)
- 1913: Ferenc Molnár: Der Leibgardist (Gläubiger) – Regie: Wilhelm Röntz (Schiller Theater Berlin)
- 1913: Otto Erich Hartleben: Rosenmontag (Benno von Klewitz) – Regie: Alfred Walter-Horst (Schiller Theater Berlin)
- 1913: Peter Rosegger: Am Tage des Gerichts (Greissel) – Regie: Hans Fritz Gerhard (Schiller Theater Berlin)
- 1914: Heinrich von Kleist: Prinz Friedrich von Homburg (Truchs) – Regie: Max Pategg (Schiller Theater Berlin)
- 1914: Friedrich Schiller: Wilhelm Tell – Regie: Max Pategg (Schiller Theater Berlin)
- 1914: Gustav Kadelburg, Richard Skowronnek: Husarenfieber (Orff) – Regie: Richard Koennecke (Schiller Theater Berlin)
- 1915: Friedrich Schiller: Die Räuber (Pater) – Regie: Max Reinhardt (Volksbühne Theater am Bülowplatz Berlin)
- 1915: Volksstück: Der Stern von Bethlehem (Das Gewissen) – Regie: Max Reinhardt (Deutsches Theater Berlin)
- 1916: Gerhart Hauptmann: Der Biberpelz (Glasenapp) – Regie: Max Reinhardt (Deutsches Rheater Berlin)
- 1916: Gerhart Hauptmann: Rose Bernd (August Keil) – Regie: Felix Hollaender (Deutsches Theater Berlin)
- 1917: Carl Sternheim nach Molière: Der Geizige (La Flèche, Cléantes Diener) – Regie: Max Reinhardt (Deutsches Theater Berlin)
- 1917: Oskar Straus, Oscar Blumenthal: Niobe (Dr. Steffenson, Nervenarzt) – Regie: Maximilian Sladek (Lessingtheater Berlin)
- 1917: Max Reimann, Otto Schwartz: Die Königin der Luft – Regie: Maximilian Sladek (Volksbühne Theater am Bülowplatz Berlin)
- 1918: Carl Hauptmann: Tobias Buntschuh – Regie: Carl Heine (Deutsches Theater Berlin)
- 1919: August Strindberg: Advent (Nachbar) – Regie: Ludwig Berger (Deutsches Theater Berlin – Kammerspiele)
- 1919: Anton Tschechow: Iwanow (Schebelskys Oheim) – Regie: Felix Hollaender (Deutsches Theater Berlin – Kammerspiele)
- 1919: Johann Wolfgang von Goethe: Faust. Eine Tragödie (Deutsches Theater Berlin)
- 1920: August Strindberg: Brandstätte (Gärtner) – Regie: Karlheinz Martin (Deutsches Theater Berlin – Kammerspiele)
- 1920: Hermann Bahr: Der Unmensch – Regie: ? (Deutsches Theater Berlin – Kammerspiele)
- 1922: Molière: Tartuffe (Orgon) – Regie: ? (Deutsches Theater Berlin)
- 1922: Edmond Rostand: Cyrano de Bergerac – Regie: ? (Deutsches Theater Berlin)
- 1923: František Langer: Peripherie (Richter) – Regie: Max Reinhardt (Deutsches Theater Berlin)
- 1924: Richard Billinger: Stille Gäste – Regie: Karl-Heinz Stroux (Deutsches Theater Berlin)
- 1925: Bayard Veiller: Der dreizehnte Stuhl – Regie: ? (Komödienhaus Berlin)
- 1926: Wolfgang Goetz: Neidhardt von Gneisenau (von Möllendorff) – Regie: Heinz Hilpert (Deutsches Theater Berlin)
- 1926: Alexander Lernet-Holenia: Ollapotrida (Theaterdirektor) – Regie: Heinz Hilpert (Deutsches Theater Berlin – Kammerspiele)
- 1926: Georg Kaiser: Zweimal Oliver – Regie: Victor Barnowsky (Theater in der Königsgrätzer Straße Berlin)
- 1927: Carl Sternheim: Das Fossil (General) – Regie: Gustav Hartung (Renaissance-Theater Berlin)
- 1927: Jacques Natanson: Coeur-Bube (Zahlender Liebhaber) – Regie: Leontine Sagan (Renaissance-Theater Berlin)
- 1927: George Bernard Shaw: Zinsen – Regie: Robert Forster-Larrinaga (Komödie Berlin)
- 1928: Denis Diderot: Ist er gut? Ist er böse? – Regie: ? (Schiller Theater Berlin)
- 1928: J. M. Barrie: Maggie oder Was jede Frau weiß (Minister) – Regie: Paul Bildt (Staatliches Schauspielhaus Berlin)
- 1928: George Bernard Shaw: Pygmalion – Regie: Leo Mittler (Deutsches Theater Berlin)
- 1929: George Bernard Shaw: Helden (Papa) – Regie: Erwin Kalser (Berliner Theater)
- 1929: Carl Rössler: Die fünf Frankfurter (Anselm) – Regie: Eugen Robert (Berliner Theater)
- 1929: Georg Kaiser: Kolportage – Regie: Erich Engel (Komödie Berlin)
- 1930: William Shakespeare: Was ihr wollt (Probstein) – Regie: Heinz Hilpert (Deutsches Theater Berlin)
- 1930: Ferdinand Bruckner: Elisabeth von England – Regie: Heinz Hilpert (Deutsches Theater Berlin)
- 1931: William Shakespeare: Antonius und Cleopatra – Regie: Heinz Hilpert (Deutsches Theater Berlin)
- 1932: Ferdinand Bruckner: Timon – die Tragödie eines reichen Mannes – Regie: Heinz Hilpert (Deutsches Theater Berlin)
- 1932: Gerhart Hauptmann: Vor Sonnenuntergang – Regie: Max Reinhardt (Deutsches Theater Berlin)
- 1933: Hugo von Hofmannsthal nach Pedro Calderón de la Barca: Das große Welttheater – Regie: Max Reinhardt (Deutsches Theater Berlin)
- 1933: Kurt Kluge: Ewiges Volk (Schullehrer) – Regie: Karlheinz Martin (Deutsches Theater Berlin)
- 1936: George Bernard Shaw: Candida – Regie: Paul Otto (Deutsches Theater Berlin)
- 1946: Anton Tschechow: Onkel Wanja (Iljá Iljítsch Telégin) – Regie: Ernst Legal (Deutsches Theater Berlin)
- 1946: Gerhart Hauptmann: Kollege Crampton – Regie: Rudolf Hammacher (Deutsches Theater Berlin)
- 1946: Friedrich Schiller: Kabale und Liebe – Regie: Gustav von Wangenheim (Deutsches Theater Berlin)
- 1947: Ernst Toller: Pastor Hall (Schuhmachermeister) – Regie: Thomas Engel (Deutsches Theater Berlin)

### Regisseur
- 1921: Franz von Schönthan, Gustav Kadelburg: Zwei glückliche Tage (Deutsches Theater Berlin)
- 1923: Wilhelm Meyer-Förster: Alt-Heidelberg (Deutsches Theater Berlin)

## Hörspiele
- 1946: Max Frisch: Nun singen sie wieder – Regie: Theodor Mühlen (Berliner Rundfunk)